# Euphrasia azorica
Euphrasia azorica — вид трав'янистих рослин з родини вовчкові (Orobanchaceae), ендемік Азорських островів.

## Поширення
Ендемік Азорських островів (Корву, Флорес).